# Wesseling
Pour le philologue, voir Peter Wesseling.
Wesseling est une ville allemande du land de Rhénanie-du-Nord-Westphalie, dans l'arrondissement de Rhin-Erft et le district de Cologne. Située sur le Rhin, c'est une ville industrielle qui abrite plusieurs complexes industriels chimiques et pétroliers.
Wesseling est une ancienne station de halage où l'on changeait les chevaux, d'où son nom qui vient de la locution Wechsel die Ling signifiant « changement de corde ».

## Personnalités liées à la ville
- Albert Klütsch (1944-), homme politique né à Wesseling
- Jürgen Fassbender (1948-), joueur de tennis né à Wesseling
- Martin Perscheid (1966-2021), dessinateur humoristique né à Wesseling
- Nujeen Mustafa (1999-), militante des droits des personnes handicapées et réfugiée kurde originaire de Syrie s'est installée à Wesseling à son arrivée en Allemagne

## Jumelage
- Pontivy (France) en Bretagne.